# Cruz Cubierta de Ayora
La cruz cubierta de Ayora o cruz de San Antón es una cruz de término gótica de piedra situada en la localidad española de Ayora, en la provincia de Valencia. Está protegida por un casalicio cuadrangular, con cubierta de teja a cuatro aguas, vigas de madera y sostenido por cuatro pilares de piedra.
La Dirección General de Patrimonio Cultural de la Conselleria de Cultura tramitó en el año 2011 la inscripción como Bien de Interés Cultural (BIC) de la Cruz Cubierta de Ayora.

## Descripción
La Cruz de San Antón es una cruz de término situada en la carretera a Almansa, a la salida de la población. Se trata de una columna de piedra de forma hexagonal, de más de dos metros de altura, coronada por una cruz labrada, similar a las de tipo occitano, con un cristo crucificado en el interior de una de sus cara y una imagen labrada de la virgen en la otra. Ambas piezas están colocadas sobre un podio circular de tres alturas, también en piedra, que le da al conjunto una altura superior a los tres metros. Toda la cruz de término está protegida por un edículo cuadrangular, con cubierta de teja a cuatro aguas y vigas de madera sostenidas por cuatro pilares de piedra. El monumento fue construido en el siglo XV y se le atribuye a Miguel Molsós.